# Мануйлов, Виктор Вениаминович
Виктор Вениаминович Мануйлов (11 (24) апреля 1910, Таганрог — 22 января 1986, Новосибирск) — советский работник промышленных предприятий, директор Новосибирского авиационного техникума (1948—1957) и Новосибирского политехникума (?—1973)

## Биография
Родился 11(24) апреля 1910 года в Таганроге. В 1935 году окончил Новочеркасский индустриальный институт. В 1929—1940 годах работал на Таганрогском авиационном заводе. С 1937 по 1938 год трудился в США как член Народного комиссариата авиационной промышленности СССР и в Амторге.
В декабре 1940 года командирован на Новосибирский завод имени Чкалова, до 1948 года — главный диспетчер и начальник производства этого предприятия.
В 1948—1957 годах руководил Новосибирским авиационным техникумом. С 1957 по 1966 год занимал руководящие должности в Западно-Сибирском совнархозе, а также был начальником Центрального бюро научно-технической информации.
В 1951—1963 годах председательствовал в Новосибирском отделении НТО Машпром.
В 1966 году привлечён академиком М. А. Лаврентьевым к созданию Новосибирского политехникума (будущий Высший колледж информатики НГУ), которым руководил до 1973 года.
В 1970-х годах избирался в Советский районный Совет депутатов трудящихся Новосибирска, управлял комиссией по делам молодёжи.

## Память
В 2002 году на здании Высшего колледжа информатики НГУ была установлена памятная доска.

## Награды
Удостоен Ордена Красной Звезды, медалей.